# The Last Eichhof
The Last Eichhof — компьютерная игра в жанре shoot ’em up, созданная группой разработчиков из Швейцарии «Alpha Helix» и выпущенная бесплатно в 1993 году для MS-DOS. Игра представляет собой вертикальный скролл-шутер на тему употребления пива и других алкогольных напитков.
Игра посвящена любимой пивоварне авторов «Eichhof» и олицетворяет борьбу независимых пивоварен против экспансии крупных алкогольных корпораций. Игра была отмечена изданиями о компьютерных играх за юмор и оригинальность.

## Игровой процесс

Игровой процесс

Игра состоит из четырех уровней, в каждом из которых игрок сражается с врагами, которыми являются различные объекты ассоциирующиеся с употреблением алкоголя или его последствиями. В качестве вооружения выступают бутылки разных сортов пива «Eichhof» и другие предметы связанные с употреблением пива — пивные стаканы, кружки, алюминиевые банки. Первый уровень «Feldschloesschen» назван в честь «Feldschlösschen» — крупнейшей пивоварне в Швейцарии, которая выступает здесь в качестве противника. Второй уровень «Weissbier» посвящен баварскому пиву. В третьем уровне «No More Cocktails» противниками становятся прочие алкогольные напитки, такие как коктейли и виски. Тематика последнего уровня «The Morning After» — утро воскресенья, где в качестве врагов представлены предметы связанные с похмельем — таблетки алкозельцера, унитазы, бутылки с минеральной водой и прочее. Между уровнями игрок попадает в бар, где может потратить заработанные очки на дополнительные жизни и вооружение.

## Разработка

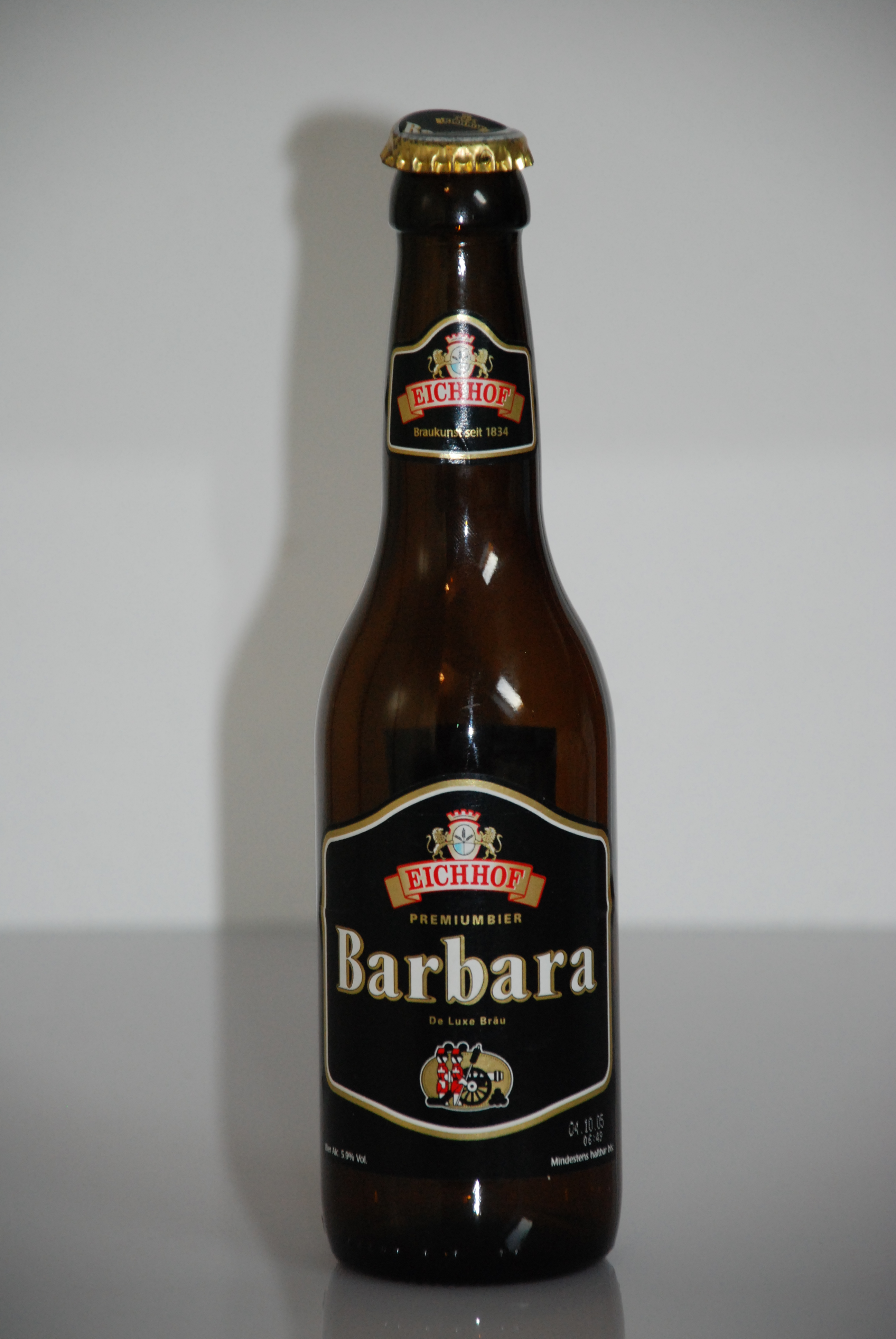
Бутылка пива «Eichhof Barbara» — одно из возможных боевых орудий в игре

Игра была создана тремя разработчиками из Цуга (центральная Швейцария) и изначально планировалась как часть графического демо, которым «Alpha Helix» на тот момент занимались. В ходе работы авторы заметили, что уделяют слишком много внимания игре и решили доработать её и выпустить как самостоятельный freeware-продукт. Разработчики решили использовать в игре не традиционные для жанра космические корабли, а различные объекты связанные с потреблением алкоголя и посвятить её своей любимой местной пивоварне «Eichhof», тем самым призвав игроков не поддерживать крупные пивоваренные компании.
Позднее исходный код игры был выпущен авторами как общественное достояние и в результате этого The Last Eichhof была портирована на различные платформы, такие как Linux (с использованием Allegro), Microsoft Windows и Windows Phone.

## Отзывы
Специализирующийся на abandonware сайт Home of the Underdogs назвал игру «редким freeware сокровищем» и присудил ей награду «TopDog». Исследователь медиаискусств Кристоф Цуршмиттен в своём эссе о странных играх, опубликованном в журнале WASD – Bookazine für Gameskultur, назвал The Last Eichhof «великолепной», охарактеризовав при этом как «эксперимент безумного учёного». По его мнению, The Last Eichhof — компетентная игра со всеми необходимыми элементами игрового процесса, но в то же время — умышленно созданная мешанина случайных изображений и звуков, вызывающая сенсорную перегрузку.